# Lyukhímzés
A lyukhímzés (madeira) lényege, hogy az alapanyagba szúrt, körbeférceléssel előhúzott lyukat apró, szoros szegőöltésekkel körbe varrjuk. A lyukhímzést igen magas szinten művelték Madeira szigetén, így madeira néven ismerik szerte a világon. 

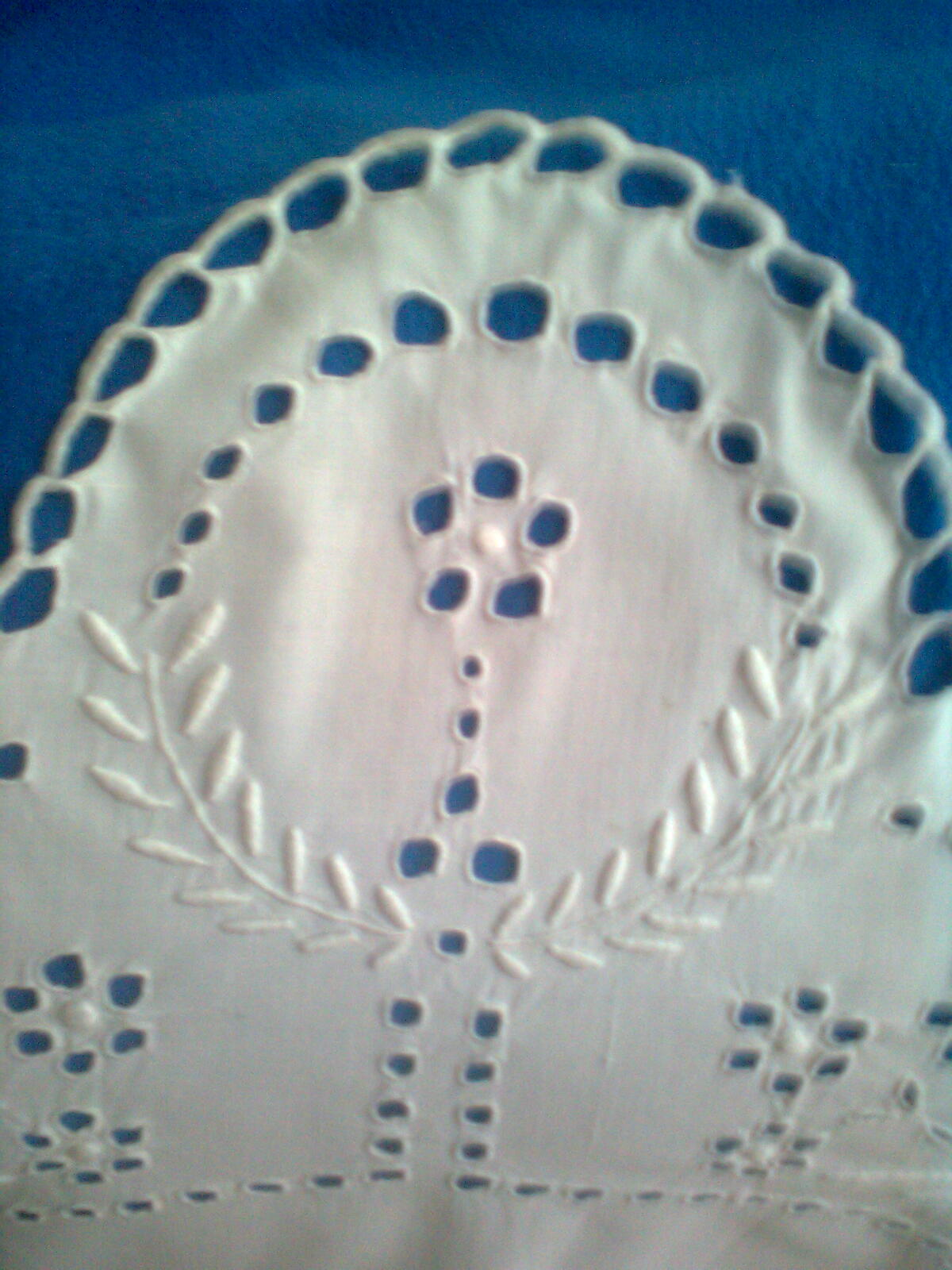
Lyukhímzés, másként madeira a jellegzetes különböző nagyságú lyukakkal

## Öltésfajták, alapanyag, motívumok, színvilág,
Ez tulajdonképpen egy laposöltés-technika, amely igen sok nép, így a magyar nép művészetében is megtalálható. A hímzés finom alapanyagra finom fonállal készül. A csipkeszerű hatást azzal érik el, hogy igen finom kelmékre, igen finom cérnával hímeznek. A varrógép elterjedésével ezt a hímzést is elkezdték géppel készíteni. A szegőöltés a lapos öltés egyik fajtája. A szabadrajzú fehér hímzések lyukhímzéssel, huroköltéssel, száröltéssel és előöltéssel, kevés lapos öltéssel, esetleg pókolással készültek.
A lyukhímzés motívumkészlete viszonylag kevés:
- különböző méretű körök,
- kétoldalt elkeskenyedő levélkék, és
- féloldalon hegyes cseppmotívumok gazdag variációjából áll.

A lyukhímzés alapvetően fehér hímzés. A csipkejelleg miatt legjobban egyszínű kivitelben érvényesül, de lehet készíteni színesen is.

## Öltéstechnika
A lyukhímzés (madeira) varrásához
- finom rövid tű,
- éles, hegyes kisolló és
- csontból vagy fából készült lyukfúró szükséges.

Vannak lyukkiütő készletek is, amelynek alkalmazásához kalapácsot, alátétnek pedig pl. talpbőrt vagy deszkalapot kell használni. Hímzőfonalnak az egyszálára szétválasztott mouliné fonal a legalkalmasabb. Magyarországon kapható az osztott hímzőfonal, amelyet szintén szét lehet választani, akár egy szálra is.
1. A lyukmotívum körvonalát kivágás előtt finom, apró fércöltésekkel körbevarrjuk. Ezt nevezi a szakirodalom előhúzásnak. Nagyon figyelni kell a mintaelemek körvonalainak pontos betartására, hogy a munka szép legyen. A hímzőcérnára csomót, bogot sem kezdésnél, sem befejezésnél nem szabad tenni. A biztos rögzítés érdekében a befejező öltéseket beöltjük 2-3 kezdőöltés közé, ami gátolja a hímzés későbbi meggyengülését. Az előhúzás célja, hogy a kivágott anyag munka közbeni foszlását megakadályozza, s javítsa a rajz körvonalainak betartását.
2. A körbefércelt minta közepét kivágjuk. Kis méretű lyuknál elég, ha a kisolló hegyével beszúrunk az előfércelt lyukmotívum közepére, s óvatosan körbeforgatjuk az olló hegyét a lyuk tágítása céljából. Nagyobb lyukaknál sugár alakban kell bevágni az anyagot. A bevágásnak a minta széle előtt kb. 2 mm-rel előbb kell véget érnie.
3. A hímzés során bal oldalról magunk felé haladó öltésekkel dolgozunk. A tűt mindig a lyuk belsejéből az előhúzó fércöltések külső oldalán vezetjük fel, miközben a tű hegyével az anyagszél maradékokat a fércöltések alá hajlítjuk. Minden öltés után megszorítjuk a szálat a bal mutatóujjunkra feszesen rásimítva az éppen hímzett anyagot. Ettől a művelettől lesz tartós a hímzés, és szép keskeny (kb. 1 mm-nyi) a kihímzett körvonal. Az öltések olyan sűrűek, hogy sem a fércelés, sem pedig a bevágott anyagszél nem látszódhat ki alóluk. Ha elértünk a lyuk végéig, s csak magányos lyukat hímeztünk, akkor a hímzés hátoldalán eldolgozzuk a hímzőszálat. Amennyiben a közelben további mintaelem van, a hátoldalon apró előöltésekkel átöltünk a mintaelemhez, és folytatjuk a hímzést.

## Angol madeira
A lyukhímzés speciális fajtája az angol madeira. Az angol madeira készítésekor nagyobb méretű, főleg keskeny pántszerű mintaelemeket vágnak ki az alapanyagból. A mintaelemek szétesését azzal gátolják meg, hogy haránt irányú, sodrott összekötő pálcikákkal fogják össze a két mintaszélet. A fércelő előhúzás készítésekor feszítik ki és sodorják be ezeket a pálcákat a fokával vezetett tűvel, hogy az ne akadjon az alapanyagba. Valamennyi összekötő pálca elkészítése után vágják fel alattuk az anyagot. Eztán következik a már ismert apró, szoros körbeöltögetés, amelynek végzésekor többször is be kell ölteni a pálcika kifeszített fonalába, hogy az jól legyen rögzítve a szélekhez.

## Alkalmazás
A lyukhímzés finom alkalmi blúzok, ruhák előrészének, gallérok díszítésére, illetve könnyű nyári ruhák aljának szegélyezésére való. Az angol madeirát gyakran alkalmazzák terítőkön, párnákon is.